# Nosków (województwo wielkopolskie)
Nosków – wieś (dawniej miasto) w Polsce położona w województwie wielkopolskim, w powiecie jarocińskim, w gminie Jaraczewo.
Nosków uzyskał lokację miejską przed 1510 rokiem, zdegradowane przed 1533 rokiem.
W latach 1954–1961 wieś należała i była siedzibą gromady Nosków, po likwidacji gromady, do 1961 r. w gromadzie Rusko, następnie w gromadzie Jaraczewo. W latach 1975–1998 miejscowość administracyjnie należała do województwa kaliskiego.
Miejscowość jest siedzibą parafii Świętej Trójcy. W strukturze kościoła rzymskokatolickiego parafia należy do metropolii poznańskiej, archidiecezji poznańskiej, dekanatu boreckiego.
Znalezione tu skorupy neolityczne i drobne narzędzia krzemienne wskazują, że obszar Noskowa zamieszkały był już w okresie neolitu. Pierwsza wzmianka w źródłach pisanych pochodzi z roku 1377, a dotyczy niejakiego Johannesa de Nossowo. Kolejna z roku 1392 wymienia jako głównych właścicieli Zarembów. Nazwa miejscowości pochodzi od nazwiska Nosek. Nosków był bowiem gniazdem rodziny Noskowskich herbu Zaremba. W wieku XV i XVI obok Noskowskich właścicielami części Noskowa są m.in. Marcin Górski alias Małołęski (1497), Maciej Jastrzębski alias Łowęcki (1497) oraz później jego synowie: Paweł Kembłowski (1507,1510), Maciej Goliński (1510) i inni. W 1434 roku z fundacji braci Jakuba Nosowskiego i Krzysztofa z Wławy Wławskiego został wzniesiony w Noskowie kościół pw. Świętej Trójcy. Zapoczątkowało to długotrwałe pretensje parafii w pobliskiej Potarzycy do zwierzchnictwa nad kościołem w Noskowie. Co do parafialnego charakteru kościoła w Noskowie nie ma wątpliwości dopiero od 1614 roku, gdy to po długim wakacie w okresie reformacji (kiedy to kościół przejęli prawdopodobnie protstanci) powołano na stanowisko plebana kościoła parafialnego w Noskowie księdza Urbana.
W dokumentach z roku 1510 Nosków nazywany jest miastem (właścicielką miasta pani Dorota), lecz już w roku 1533 znów określany jest jako wieś. Po Noskowskich właścicielami Noskowa byli Dobrzyccy, Gajewscy i Święciccy. Po Święcickich przeszedł Nosków wraz z cała majętnością górską w ręce Szołdrskich, po których przejął rząd pruski. W roku 1835 od rządu pruskiego całą majętność za 99000 talarów kupili Mollardowie, a po wymarciu ich męskiej linii przez ożenek przejęli Fischerowie. Około roku 1884 Nosków dzielił się na wieś oraz dwa folwarki. We wsi było 398 domów, 441 mieszkańców, 28 ewangelików, 413 katolików, 135 analfabetów. Folwark należący do probostwa miał około 76 hektarów, a folwark należący do Mollardów miał 7 domów i 135 mieszkańców. W okresie międzywojennym Nosków, Brzostów, Parzęczew i Górskie Chuby należały do Edwarda Fischera von Mollarda, a Góra, Panienka, Łobez i Zalesie do jego brata Ernesta.